# Eric Bischoff
Eric Bischoff (ur. 27 maja 1955 w Detroit) – amerykański przedsiębiorca i producent telewizyjny, były prezes organizacji wrestlingu World Championship Wrestling (WCW). W czasie jego prezesury  WCW prowadziło z konkurencyjnym World Wrestling Federation (WWF) rywalizację, która przeszła do historii jako Monday Night Wars. Oprócz tego odgrywał rolę osoby zarządzającej w programach telewizyjnych organizacji wrestlingu WCW, World Wrestling Entertainment (WWE) i Total Nonstop Action (TNA).

## Wczesne życie
Urodził się 27 maja 1955 w Detroit w stanie Michigan. Przez krótki czas studiował na Uniwersytecie Minnesoty, ale nigdy nie ukończył studiów. Zdobył czarny pas w karate. Oprócz tego trenował zapasy, boks i taekwondo.

## Kariera związana z wrestlingiem
Karierę związaną z wrestlingiem zaczynał od pracy w organizacji wrestlingu American Wrestling Association (AWA), gdzie odpowiadał za wynagrodzenia dla personelu, sponsoring oraz produkcję programów telewizyjnych. Pełnił też funkcję komentatora programów AWA na kanale ESPN. Gdy w 1991 organizacja została zamknięta, wysłał swoją kasetę na przesłuchanie do World Wrestling Federation, ale nie został przyjęty.
Po 1991 został zatrudniony w World Championship Wrestling (WCW) jako prezenter telewizyjny. Później awansował na stanowisko wiceprezesa, a następnie prezesa organizacji. We wrześniu 1995 podjął decyzję o emisji nowego programu telewizyjnego WCW, Monday Nitro, w poniedziałki w tych samych godzinach co konkurencyjny program WWF, Monday Night Raw. Rywalizacja między WCW, a WWF przeszła do historii pod nazwą Monday Night Wars.
Okazjonalnie Eric Bischoff występował także w ringu jako wrestler. 5 czerwca 2000 pokonał Terry’ego Funka w walce o mistrzostwo WCW Hardcore. Następnego dnia oddał swój tytuł tag teamowi The Mamalukes (Big Vito i Johnny The Bull).
23 marca 2001 World Championship Wrestling zostało wykupione przez World Wrestling Federation za 4,2 miliony dolarów.
Od 15 lipca 2002 występował w WWE Vince’a McMahona jako manager generalny brandu Raw. Rywalizował z managerem ECW, Teddy'm Longiem, z managerem SmackDown Stephanie McMahon i z Johnem Ceną. W 2003 od kwietnia do listopada dzielił stanowisko ze Steve’em Austinem, a w grudniu z Mickiem Foley. 5 grudnia 2005 Vince McMahon postawił Bischoffa przed sądem, sam będąc sędzią w jego sprawie, i wypomniał managerowi generalnemu różne momenty kiedy zachował się w sposób niemoralny. Po wyreżyserowanym procesie McMahon zwolnił Bischoffa i dosłownie wrzucił go do śmieciarki.
27 października 2009 Eric Bischoff podpisał umowę z Total Nonstop Action (TNA). On i Hulk Hogan odgrywali rolę przedstawicieli zarządu. 17 stycznia 2010 ogłosił zastąpienie sześciokątnego ringu TNA kwadratowym. 15 lipca 2012 jego syn Garett Bischoff wyzwał go do walki 5 na 5. AJ Styles, Austin Aries, Garett Bischoff, Mr. Anderson i Rob Van Dam pokonali Bully’ego Raya, Christophera Danielsa, Erica Bischoffa, Gunnera i Kazariana. Zgodnie z postanowieniami zakładu, Bischoff musiał odejść z organizacji.

## Inne media
Wystąpił gościnnie w 8 odcinku 4 sezonu sitcomu Arli$$, To Thine Own Self Be True, wyemitowanym 25 lipca 1999. Zagrał samego siebie.

### Gry komputerowe
Postać przedstaiwająca go pojawiła się w dziewięciu grach komputerowych. Były to kolejno: WCW vs. nWo: World Tour (N64, 1997), Virtual Pro Wrestling 64 (N64, 1997), WCW Nitro (PS, 1998), WCW/nWo Revenge (N64, 1998), WCW/nWo Thunder (PS, 1998),  WCW Nitro (N64, PC), WCW Mayhem (N64, GB, PS, 1999), WCW Backstage Assault (N64, PS, 2000) i WWE SmackDown! Here Comes (PS2, 2003)

## Mistrzostwa i osiągnięcia
- World Championship Wrestling
  - WCW Hardcore Championship (1 raz)
- Pro Wrestling Illustrated
  - Feud Roku (2 razy) – z Vince’em McMahonem (w 1996) i ze Stephanie McMahon (w 2002)
- Wrestling Observer Newsletter
  - Najlepsza osobowość niebędąca wrestlerem (2005)[1]